# Siempurgo
Siempurgo este o comună din regiunea Savanes, Coasta de Fildeș.